# Маклеод, Нил
Нил Карадус Маклеод (англ. Neil Caradus McLeod, 14 сентября 1952, Фангареи, Новая Зеландия) — новозеландский хоккеист (хоккей на траве), полевой игрок. Олимпийский чемпион 1976 года.

## Биография
Нил Маклеод родился 14 сентября 1952 года в новозеландском городе Фангареи.
Играл в хоккей на траве за «Нортленд».
В 1976 году вошёл в состав сборной Новой Зеландии по хоккею на траве на Олимпийских играх в Монреале и завоевал золотую медаль. В матчах не участвовал.
Впоследствии работал ассистентом главного тренера «Нортленда».
Владеет компанией обивки в Фангареи.

## Семья
Брат Нила Маклеода Росс Маклеод также играл в хоккей на траве за «Нортленд». Их младший брат Грант Маклеод (род. 1959) выступал за сборную Новой Зеландии, участвовал в летних Олимпийских играх 1984 и 1992 годов.

## Увековечение
В 1990 году в составе сборной Новой Зеландии, выигравшей Олимпиаду, введён в Новозеландский спортивный Зал славы.